# II型肺胞上皮細胞
II型肺胞上皮細胞（にがたはいほうじょうひさいぼう、英: Type II pneumocyte）は、肺胞の呼吸上皮を構成する細胞の1種。大肺胞上皮細胞（だいはいほうじょうひさいぼう、英: great alveolar cell）、顆粒肺胞上皮細胞（かりゅうはいほうじょうひさいぼう）とも呼ばれる。細胞表面には微絨毛が存在し、細胞質内にはリン脂質に富む分泌顆粒が存在する。肺サーファクタントの分泌を担っている。